# Minorități etnice și religioase în Grecia

Distribuția teritorială a limbilor vorbite de comunitățile etnice din Grecia

Minoritățile din Grecia sunt de dimensiuni mici în comparație cu standardele regionale din Balcani, iar țara este în mare parte omogenă din punct de vedere etnic. Acest lucru se datorează în principal Schimburilor de populație dintre Grecia și Turcia de după Primul Război Mondial, survenite în urma Convenției de la Lausanne, respectiv între Grecia și Bulgaria (Tratatul de la Neuilly sur Seine), care au îndepărtat majoritatea musulmanilor (cu excepția musulmanilor din Tracia de Vest) și pe acei slavi creștini de pe teritoriul grecesc care nu s-au identificat ca greci. Tratatele prevedeau, de asemenea, relocarea etnicilor greci din acele țări, aceștia fiind urmați ulterior de refugiați. Nu există informații oficiale actualizate cu privire la dimensiunea minorităților etnice, lingvistice și religioase din Grecia, deoarece chestionarea populației referitor la acest subiect a fost abolită din 1951.
Până în ultimul deceniu al secolului XX, Grecia era considerată în mare parte o țară mono-etnică, mono-culturală și mono-religioasă, un adevărat „stat-națiune” în care națiunea dominantă, populația de origine etnică grecească și de religie creștină ortodoxă, reprezenta circa 98% din populația totală. Definiția dominantă a națiunii a luat în considerare caracteristicile etno-culturale și religioase, în timp ce elementele civice și teritoriale au avut o importanță secundară. Această viziune asupra națiunii drept comunitate de descendență și cultură a fost reflectată în legea cetățeniei grecești care se baza aproape exclusiv pe principiul jus sanguinis.
Singura minoritate (în greacă μειονότητα, transliterat: meionótita) recunoscută oficial este cea musulmană (în greacă μουσουλμανική μειονότητα, transliterat: mousoulmanikí meionótita), care reprezintă aproximativ 1% din populația totală a Greciei și ai cărei membri sunt stabiliți în cea mai mare parte în Tracia de Vest, o regiune din nordul Greciei. Conform datelor recensământului oficial din 2001, aceștia numărau aproximativ 100.000 de membri de origine turcă, pomacă și romă. 
Potrivit Departamentului de Stat al SUA, numărul musulmanilor din Tracia de Vest se ridică la aproximativ 140.000, în mare parte descendenți ai minorității musulmane recunoscute oficial conform Convenției de la Lausanne din 1923, acestora adaugându-li-se, conform unui studiu din noiembrie 2017 al Centrului de Cercetare Pew (Pew Research Center) din Statele Unite citat de Departamentul de Stat, 520.000 de musulmani răspândiți în toată țara, majoritatea solicitanți de azil, refugiați și alți migranți din Europa de Sud-Est, Asia de Sud și de Sud-Est, Orientul Mijlociu și Africa de Nord, grupați în comunități după țările lor de origine sau în unități de primire. Surse guvernamentale elene estimau că jumătate dintre aceștia erau stabiliți în Atena.
Alte comunități etnice importante sunt pomacii, care locuiesc în principal tot în Tracia de Vest și romii, întâlniți în special în centrul și nordul Greciei. De asemenea, grupuri minoritare recunoscute sunt armenii, care numărau în 2021 aproximativ 100.000 de persoane și evreii (sefarzi și romanioți), aproximativ 4.100 de persoane în 2023.
Potrivit rezultatelor recensământului din 2011, din totalul cetățenilor străini cu rezidență în Grecia în 2011, de 912.000 de persoane, albanezii reprezentau 52,7%, urmați de bulgari - 8,3%, români - 5,1%, pakistanezi - 3,7% și georgieni - 3%.

## Minorități religioase
Constituția greacă definește religia ortodoxă ca fiind „religia predominantă” în Grecia, 90% din populație declarându-și în 2011 apartenența la aceasta. Orice altă religie care nu este definită în mod explicit de lege (spre deosebire de islamism și iudaism, care sunt recunoscute în mod explicit) poate dobândi statutul de „religie recunoscută”, statut care permite adepților religiei respective să se închine liber și să dobândească recunoaștere constituțională. Procesul de recunoaștere necesită depunerea unei cereri la o instanță civilă, furnizarea de documente care să demonstreze că grupul are „ritualuri deschise și nu promovează doctrine secrete”, furnizarea unei liste de cel puțin 300 de membri semnatari care se angajează să nu adere la alte grupuri religioase. De asemenea, documentația trebuie să demonstreze că există un lider calificat, care este rezident legal în țară și că practicile religioase nu reprezintă o amenințare la adresa ordinii publice. Această condiție a fost impusă tuturor minorităților religioase din Grecia, precum romano-catolicii, protestanții, penticostalii, adventiștii de Ziua a Șaptea, metodiștii și martorii lui Iehova. 
Orice comunitate religioasă care solicită să fie recunoscută de către statul grec drept entitate juridică de drept privat trebuie să înființeze o asociație, o fundație sau un comitet de strângere de fonduri de caritate în conformitate cu Codul civil elen. Biserica Romano-Catolică a refuzat să fie considerată persoană juridică de drept privat sau public și a cerut recunoașterea prin propriul drept canonic. În iulie 1999, în urma unei modificări legislative, a fost reconfirmat statutul de persoană juridică acordat tuturor instituțiilor Bisericii Romano-Catolice înființate înainte de 1946, dar nu există un mecanism formal prin care romano-catolicismul să fie declarat „religie recunoscută”. De asemenea, în jur de două mii de greci au aderat la mișcarea de refacere a religiei grecești antice, solicitând recunoașterea oficială.

### Musulmani

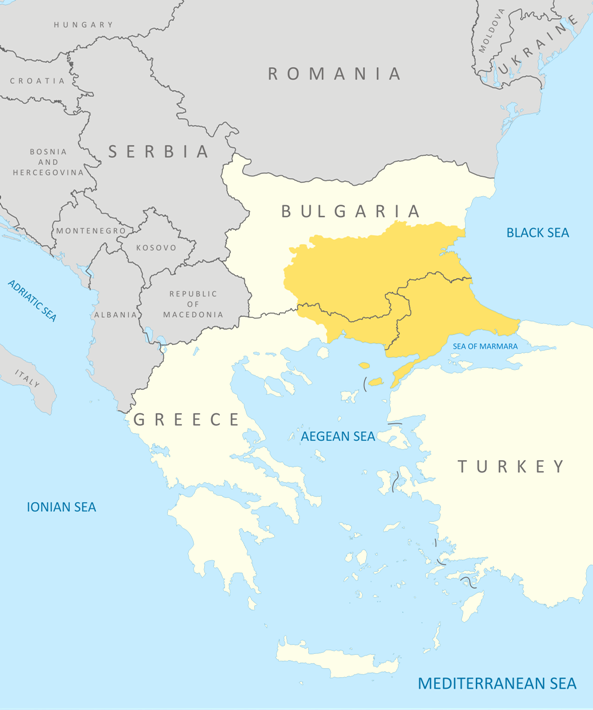
Tracia și granițele de stat actuale

Există o minoritate musulmană în Tracia de Vest, concentrată în prefecturile Rodopi și Xanthi. Conform recensământului din 1991, în Tracia de Vest erau înregistrați 98.000 de musulmani, 50% dintre ei fiind etnici turci, 35% pomaci și restul de 15% romi. Alte surse estimează dimensiunea minorității musulmane la c.110.000 de persoane, respectiv 0,95% din totalul populației. În afară de minoritatea musulmană indigenă, numărul imigranților musulmani din Grecia a fost estimat între 200.000 și 300.000, dar aceștia sunt migranți recenți și nu sunt considerați o minoritate. Sub administrația greacă, minoritatea musulmană din Grecia a adoptat o formă moderată, apolitică de islamism. Tratatul de la Lausanne și, ca urmare, guvernul grec definește drepturile comunităților musulmane din Tracia de Vest, atât turci cât și pomaci, pe baza religiei în loc de etnie.
Din anii 1970, minoritatea musulmană din Tracia de Vest s-a mobilizat pentru a-și afirma o identitate comună turcă, stârnind astfel anxietăți în rândul elitelor grecești și al opiniei publice. Deși politica de stat inițial represivă a fost înlocuită din 1991 cu o serie de măsuri care asigură nediscriminarea membrilor minorităților de către stat și respectarea deplină a drepturilor individuale ale acestora, statul grec refuză cu tenacitate să le recunoască statutul de comunitate etnică (turcă) și este deosebit de sensibil la orice declarație cu privire la drepturile etnice colective ale acestora.

#### Turci
O comunitate turcă trăiește în Tracia de Vest, în partea de nord-est a Greciei. Conform recensământului din 1991, aici locuiau aproximativ 50.000 de turci, între cei aproximativ 98.000 de musulmani din Grecia. Alte surse estimează dimensiunea minorității între 120.000 și 130.000 de persoane. Turcii din Tracia descind din populațiile turcești care trăiau în zonă în perioada otomană. La fel ca grecii din Istanbul, ei au fost exceptați de la schimbul de populație din 1923, spre deosebire de musulmanii greci din Macedonia care au fost expatriați în Turcia.
Guvernul grec asigură educația publică în limba turcă și există două seminarii teologice islamice, unul în Komotini și altul în satul Echinos. Comunitatea turcă din Grecia se bucură de egalitate în temeiul legii, putând adopta nume turcești, având acces la ziare și emisiuni de radio în limba turcă, putând conversa liber în turcă și folosi limba turcă în instanțele grecești. Li se permite să-și mențină propriile școli în limba turcă, în care s-au înscris aproximativ 8.000 de elevi în anul școlar 1999-2000. Din 1920, membrii minorității turce participă la alegerile legislative, delegându-și proprii reprezentanți în Parlament.
În 1922, turcii dețineau 84% din terenurile din Tracia de Vest, dar se estimează că această valoare a scăzut până la 20–40%, din cauza diferitelor practici ale administrației grecești prin care etnicii greci sunt încurajați să cumpere terenuri deținute de turci cu împrumuturi avantajoase acordate de stat. Guvernul grec se referă la comunitatea turcă sub forma de „musulmani greci” sau „musulmani eleni” și nu recunoaște existența unei minorități turcești în Tracia de Vest. Instanțele grecești au interzis, de asemenea, utilizarea cuvântului „turci” pentru a descrie comunitatea turcă. În 1988, Înalta Curte elenă a confirmat o decizie din 1986 a Curții de Apel din Tracia prin care s-a dispus dizolvarea „Uniunii Asociațiilor Turce din Tracia de Vest”. Instanța a considerat că utilizarea termenului „turci” se referea la cetățeni ai Turciei și nu putea fi folosită pentru descrierea unor cetățeni ai Greciei, utilizarea termenului „turci” pentru a descrie „musulmanii greci” fiind considerată a pune în pericol ordinea publică. Grecia și-a menținut poziția la începutul secolului al XXI-lea, când instanțele grecești au decis să dizolve sau să interzică formarea de asociații turcești.
În afară de Tracia, o comunitate mică de turci există în insulele Rodos și Kos din Arhipelagul Dodecanez. Aceștia nu au fost incluși în schimbul de populație din 1923 deoarece Arhipelagul Dodecanez a fost cedat Greciei de Italia abia în 1947, după Al Doilea Război Mondial. După anexarea insulelor, locuitorilor musulmani, vorbitori de greacă și turcă, li s-a acordat cetățenia greacă. În 2002, aproximativ 5.000 de turci trăiau în insulele Rodos (c. 3.000) și Kos (c. 2.000), însă predarea limbii turce a fost abolită „de facto” în cele două insule în 1972.

#### Pomaci
Comunitatea musulmană vorbitoare de bulgară este cunoscută sub denumirea de pomaci (în greacă Πομάκοι, {în bulgară Помаци, transliterat: Pomatsi). Aceștia locuiesc în principal în satele din munții Rodopi din Tracia de Vest, în prefecturile Evros, Xanthi și Rodopi. Conform recensământului grecesc din 2001, se estimează că în total există 36.000 de pomaci, dintre care 23.000 locuiesc în Xanthi, 11.000 locuiesc în Rodopi și 2.000 locuiesc în Evros. Limba pe care o vorbesc este, în general, considerată ca dialect al limbii bulgare, mai precis dialectul Rodopului central (în bulgară Среднородопският говор, transliterat: Srednorodopskiyat govor) sau dialectul Smolian. În ciuda limbii lor materne, mulți pomaci se autoidentifică drept turci. Această turcificare are o serie de motive, inclusiv faptul că, în perioada Imperiului Otoman, turcii și pomacii făceau parte din același millet.
Conform legislației grecești, minoritatea musulmană (inclusiv pomacii) are dreptul la educație în propria limbă. În practică, totuși, se folosește doar limba turcă, din cauza autoidentificării ca turci a pomacilor și faptului că această tendință a fost promovată de autoritățile grecești, care din 1968 până în anii 1980 chiar i-au recunoscut oficial pe pomaci ca turci, pentru a-i îndepărta de bulgari. Începând cu anul 1996 au fost publicate dicționare greacă-pomacă și a fost publicat un manual în limba bulgară (în grafie greacă) pentru a fi folosit în școlile pomace. Începând cu deceniul trecut, televiziunea elenă din Xanthi a început să difuzeze știri în limba maternă a pomacilor.
Majoritatea pomacilor vorbesc fluent dialectul pomac în conversațiile între ei, limba turcă, limba lor de studiu și principala limbă a minorității musulmane, limba greacă, limba oficială a statului grec și chiar limba arabă, limba Coranului.

## Alte minorități

### Armeni
Potrivit arhiepiscopului ortodox armean, intervievat în 2018, în Grecia se găseau circa 100.000 de armeni ortodocși, dar numărul acestora a scăzut, conform Comitetului Național Armenesc, până la aproximativ 60.000. Principalul reprezentant politic al comunității, cu sediul în Atena și filiale în toată Grecia, este Comitetul Național Armenesc al Greciei (în greacă Αρμενική Εθνική Επιτροπή Ελλάδος, transliterat: Armenikí Ethnikí Epitropí Elládos). Comunitatea își administrează propriile instituții de învățământ. Aproximativ 95% dintre armenii din Grecia sunt armeni ortodocși, o parte fiind catolici sau protestanți, iar alții aparținând Bisericii Ortodoxe Grecești, aceștia fiind numiți „haihurum” (în armeană Հայհրում, transliterat: Hayhrum, în greacă Χαϊχούρουμ, transliterat: Haïhoúroum).

### Evrei
| An        | Total populație | Evrei  | Evrei |
| An        | Total populație | Pop.   | %     |
| --------- | --------------- | ------ | ----- |
| 1842      | 70.000          | 36.000 | 51%   |
| 1870      | 90.000          | 50.000 | 56%   |
| 1882/1884 | 85.000          | 48.000 | 56%   |
| 1902      | 126.000         | 62.000 | 49%   |
| 1913      | 157.889         | 61.439 | 39%   |
| 1943      |                 | 53.000 |       |
| 2001      | 363.987         | 1.000  | 0,3%  |

Istoria evreilor din Grecia poate data de la exilul babilonian, în jurul anilor 585-549 î.e.n., când regele persan Cirus cel Mare a permis iudeilor captivi să se întoarcă acasă, iar unii s-au stabilit în Grecia. Până în jurul secolului al III-lea î.e.n., în orașele grecești trăiau doar evrei împrăștiați și izolați. Cucerirea de către Alexandru cel Mare a vechiului Regat al lui Iuda și încorporarea regiunii în imperiul său au coincis cu întemeierea unei comunități evreiești de lungă durată în Grecia. Sub conducerea sa, comunitățile evreiești au înflorit și mulți au trăit un stil de viață în mare parte elenizat, vorbind greacă și nu ebraică. Mulți imigranți evrei au început să se stabilească în orașele grecești în această perioadă și au devenit și ei parte a unei clase în creștere de evrei asimilați, pro-greci.
După moartea lui Alexandru cel Mare, a izbucnit un război între evreii elenizați și greci pe de o parte și evreii conservatori „macabei” pe de altă parte, conflict care a influențat relațiile dintre greci și evrei timp de secole.
În timpul Imperiului Otoman, evreii, ca toți ceilalți non-musulmani, aveau un grad de autonomie în cadrul sistemului millet care clasifica populațiile în funcție de religie, mai degrabă decât de etnie sau limbă. În Salonic în special a existat o populație evreiască numeroasă, constând în mare parte din sefarzi care s-au stabilit pe pământurile otomane după expulzarea evreilor din Spania în 1492. Până la sfârșitul secolului al XVI-lea, comunitatea evreiască din Salonic atinsese 30.000 de membri, reprezentând jumătate din populația orașului. Sefarzii obișnuiau să vorbească ladino, limbă care a devenit în timp limba oficială a evreilor greci. 
Romanioții, pe de altă parte, sunt evrei care au locuit pe teritoriul Greciei din prezent și în zonele învecinate de mai bine de 2.000 de ani. Numele lor provine din numele bizantin pentru greci, „Romaioi” (în greacă Ῥωμαῖοι, transliterat: Romaíoi). Vorbeau un dialect grecesc numit iudeo-greacă sau ievanică (în ebraică יעואני גלוסא, transliterat: Yaoani Glossa, în iudeo-greacă γεβανί γλώσσα, transliterat: yevani glosa), care a dispărut, romanioții folosind în prezent limba greacă.
În timpul Războiului de Independență al Greciei, mii de evrei greci au fost masacrați alături de turcii otomani, comunitățile evreiești din Kalamata și Patras fiind distruse. Unii supraviețuitori s-au mutat spre nord, în țările conduse încă de otomani, după ce Grecia și-a câștigat independența în 1832.
Populația evreiască din Grecia a crescut considerabil după Războiul greco-turc din 1919–1922 când Salonic a devenit parte a regatului grec, deși schimbul de populație dintre Grecia și Turcia din 1923 a redus numeric populația evreiască din Salonic. Înainte de al Doilea Război Mondial, peste 70.000 de evrei trăiau în Grecia. 
În perioada Holocaustului, 86% dintre evreii greci, în special cei din zonele ocupate de Germania nazistă și Bulgaria, au fost uciși, în ciuda eforturilor depuse de ierarhii Bisericii Ortodoxe Grecești, a mișcării de rezistență Frontul Național de Eliberare (în greacă Εθνικό Απελευθερωτικό Μέτωπο, transliterat: Ethnikó Apeleftherotikó Métopo) și a grecilor individuali (atât creștini, cât și comuniști) de a adăposti evrei. Aceste eforturi au fost deosebit de notabile în Zakynthos, unde nici un evreu local nu a fost ucis în Holocaust. În Salonic, din comunitatea de aproape 50.000 de evrei, mai puțin de 1.500 au supraviețuit.
Conform datelor publicate de Congresul Mondial Evreiesc, în 2023, aproximativ 4.100 de evrei trăiau în Grecia.

### Macedoneni
Guvernul grec nu recunoaște oficial o minoritate macedoneană de origine slavă în Grecia. Cu toate acestea, Greek Helsinki Monitor a publicat un raport în septembrie 1999, în care se menționa că aproximativ 10.000-30.000 de etnici macedoneni trăiau în Grecia, dar din cauza absenței unui recensământ oficial este imposibil să se determine numărul exact. Un partid politic numit Curcubeul (în greacă Ουράνιο Τόξο, transliterat: Ouránio Tóxo, în macedoneană Виножито, transliterat: Vinožito) promovează această linie și revendică drepturile a ceea ce ei descriu drept „minoritatea macedoneană din Grecia”. La alegerile pentru Parlamentul European din 2014, partidul Curcubeul a înregistrat un total de 5.759 de voturi la nivel național, respectiv un procent de 0,1%. Cu toate acestea, 2,5 milioane de etnici greci se identifică drept „greci macedoneni”, fără legătură cu poporul slav care este asociat cu Republica Macedonia de Nord.
În 2008, un expert independent al Națiunilor Unite în problemele minorităților, Gay McDougall, a vizitat Grecia pentru a verifica situația minorităților. Conform raportului publicat pe site-ul web al Consiliului ONU pentru Drepturile Omului, „expertul independent s-a întâlnit cu numeroase persoane identificate ca fiind etnici macedoneni”. Conform acestuia, „Guvernul Greciei [ar trebui] să se retragă din disputa privind existența unei minorități macedonene sau turce în Grecia și să se concentreze pe protejarea drepturilor la autoidentificare, libertate de exprimare și libertate de asociere ale acelor comunități”.
Potrivit raportului, guvernul elen „nu recunoaște existența unei minorități etnice macedonene care trăiește în Macedonia Centrală și de Vest, negând-o vehement, atribuind motive politice celor care o susțin și urmând o politică de negare a comunității etnice macedonene și a limbii macedonene. De-a lungul timpului, decizia guvernelor grecești a fost de a suprima orice utilizare a limbii macedonene și a activităților culturale. În ultima vreme, tacticile dure au încetat, dar cei care se identifică drept etnici macedoneni raportează încă discriminare și hărțuire. Ei consideră că este de o importanță crucială pentru propria existență ca identitatea lor etnică și caracterul distinctiv să fie respectate. Limba macedoneană nu este recunoscută și nu constituie o limbă de predare în școli”.

## Comunități lingvistice și culturale
Pe lângă minorități, în Grecia există diverse comunități etnolingvistice cu o identitate și o limbă distincte, dar ai căror membri se identifică în mare măsură drept etnici greci și nu se consideră o minoritate.

### Vorbitori de albaneză
Migranții economici albanezi nu trebuie confundați cu arvaniții, un grup greco-ortotox care în mod tradițional utilizează în comunicare dialectul tosk și limba greacă și se autoidentifică ca greci. Arvaniții au deținut un rol semnificativ în Războiul de independență al Greciei și în cultura greacă în general.
Albanezii geamizi au fost o comunitate etnică albaneză care a locuit în Thesprotia, parte a regiunii grecești Epir. Cei mai mulți dintre ei au fost expulzați în Albania prin epurare etnică susținută de guvern la sfârșitul celui de-al Doilea Război Mondial.
Există și alte comunități vorbitoare de albaneză în diferite regiuni ale Greciei. În Florina, vorbitori de albaneză pot fi întâlniți în satele Flampouro, Drosopigi, Idroussa și Tripotamos. De asemenea, conform unui raport publicat de Institutul Catalan de Sociolingvistică în 1996 (Euromosaic: „L'arvanite / albanais en Grèce”), în Tracia de Vest și Macedonia Centrală se găseau 39 de sate unde se vorbea în principal sau parțial limba albaneză.
După 1991, odată cu prăbușirea comunismului în Albania, un număr mare de imigranți albanezi trăiesc și lucrează în Grecia. Dacă la recensământul din 2001, au fost înregistrați 443.550 de albanezi care aveau reședința în Grecia, în urma recensământului din 2011 s-a constatat că numărul acestora a crescut la 480.851. Din totalul cetățenilor străini cu rezidență în Grecia în 2011, de 912.000, albanezii reprezentau 52,7%.

### Vorbitori de limbi romanice

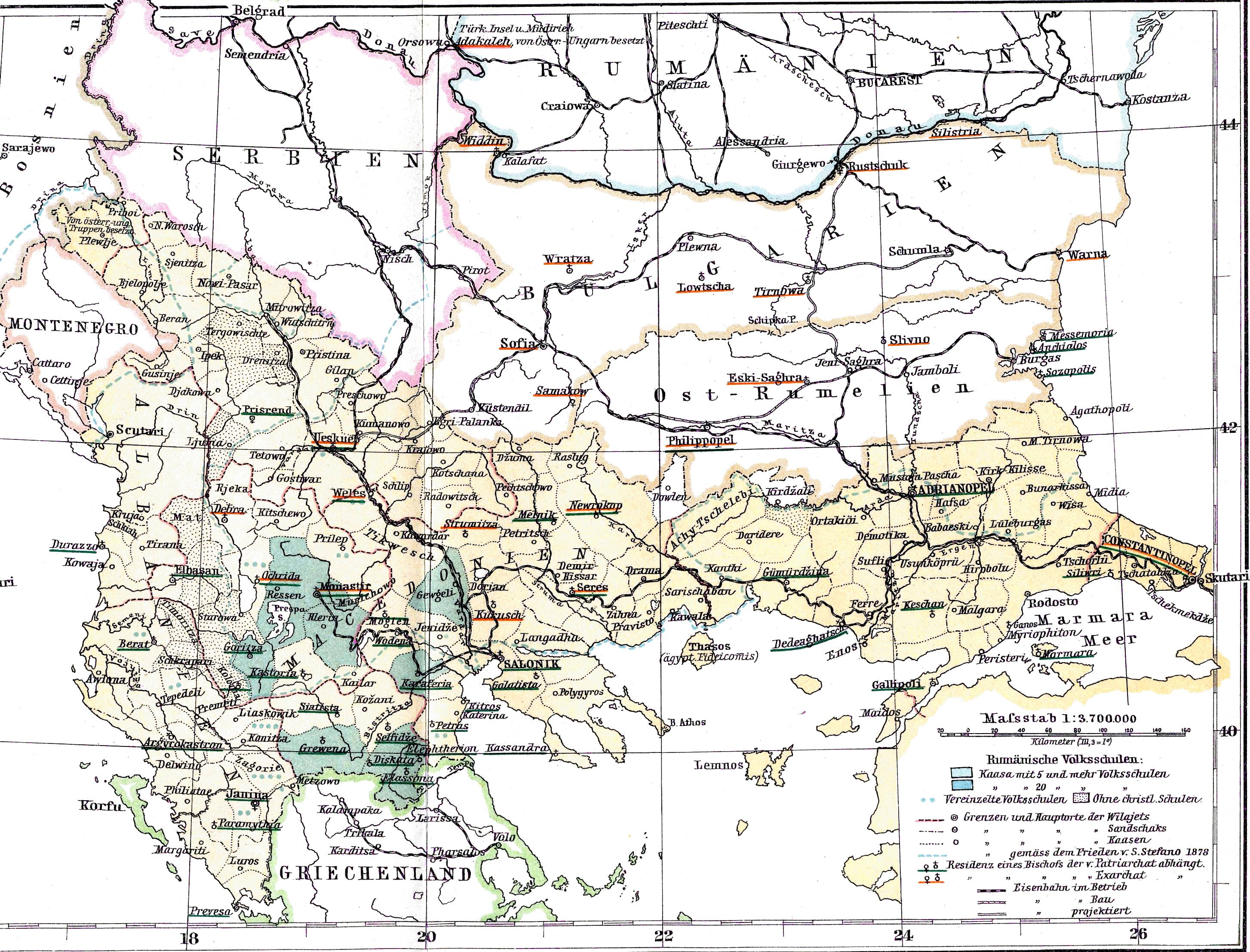
Școli românești pentru aromâni și meglenoromâni în Imperiul Otoman (1886)

#### Aromâni
În Grecia, aromânii sunt numiți vlahi (în greacă Βλάχοι, transliterat: Vláchoi. Există numeroase festivaluri care sărbătoresc cultura aromână în toată Grecia. Limba vorbită de aceștia, aromâna (cunoscută în Grecia ca τα βλάχικα, transliterat: ta vláchika) este în pericol de dispariție și este vorbită mai ales de persoanele în vârstă. Există, totuși, un număr de aromâni din Grecia care solicită o mai mare recunoaștere a limbii aromâne, cum ar fi Sotiris Bletsas.
Se presupune că vlahii provin din colonizarea romană a Balcanilor și sunt descendenții popoarelor native latinizate și legionarilor romani care s-au stabilit în Balcani. Cercetătorul german Thede Kahl susține că a documentat și unele cazuri de asimilare a populației aromâne în regiuni care acum sunt în mare parte vorbitoare de greacă. Federația Panelenă a Asociațiilor Culturale ale Vlahilor (în greacă Πανελλήνια Ομοσπονδία Πολιτιστικών Συλλόγων Βλάχων, transliterat: Panellínia Énosi Politistikón Syllógon Vlachón Elládos) a declarat public că nu doresc ca limba vlahă (aromână) să fie recunoscută ca limbă minoritară și nici nu doresc ca aceasta să fie introdusă în sistemul de învățământ, protestând când Thede Kahl a analizat într-o lucrare dacă vlahii din Grecia ar putea fi considerați minoritate, aceștia considerându-se „greci vorbitori de vlahă” și nu „vlahi vorbitori de greacă”.

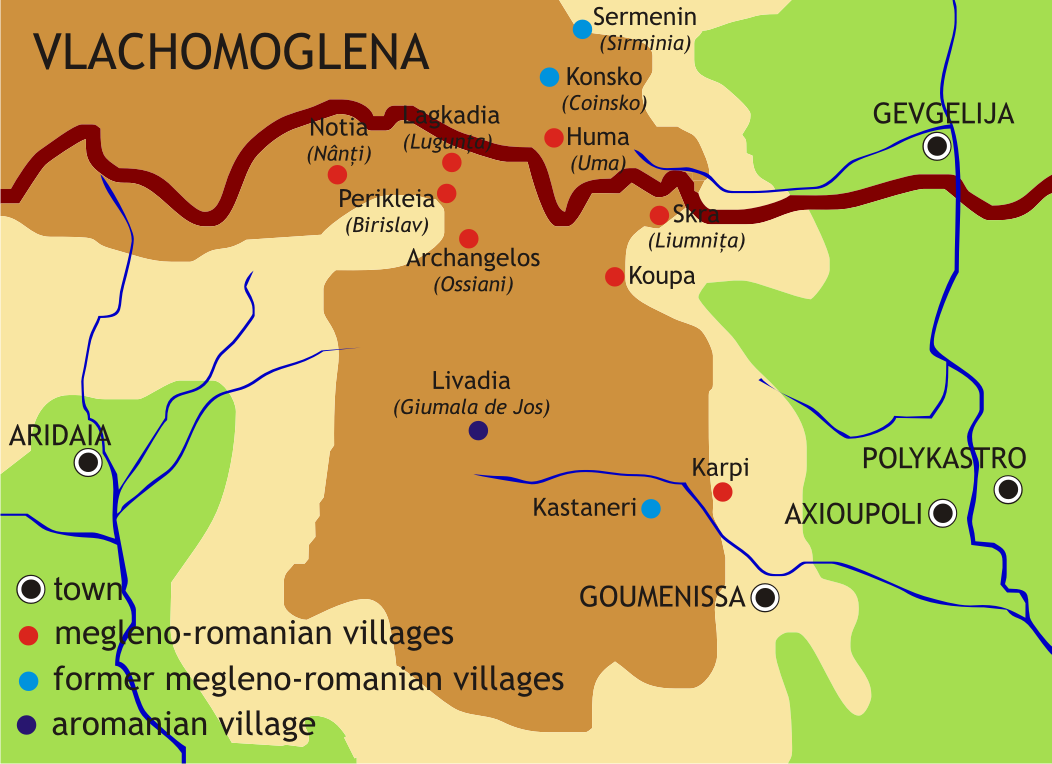
Harta așezărilor megleno-românilor din Grecia și Republica Macedonia de Nord

#### Meglenoromâni
Meglenoromânii sunt concentrați în regiunea Meglen din Macedonia greacă. Ei vorbesc limba megleno-română, care este cunoscută de vorbitorii săi drept „vlăhește”. Cea mai mare așezare meglenoromână este Nânta (sau Nânti, în greacă Νότια, transliterat: Nótia, în megleno-română: Nắnti sau Nǫ́nti; în turcă Nutya sau Yediköy). Se estimează că 4.000 de vorbitori pot fi găsiți în regiunea care cuprinde unitățile regionale Pella și Kilkis din Macedonia Centrală.

### Romi
Istoria romilor din Grecia datează din secolul al XV-lea. Numele de „țigani” (în greacă γύφτος, transliterat: gýftos) folosit uneori pentru poporul rom le-a fost dat pentru prima dată de către greci, care credeau că aceștia sunt de origine egipteană. Datorită naturii lor nomade, ei nu sunt concentrați într-o anumită zonă geografică, ci sunt dispersați în toată țara. Majoritatea romilor greci sunt creștini ortodocși care vorbesc limba vlachoura-roma pe lângă limba greacă. Majoritatea romilor care trăiesc în Tracia de Vest sunt musulmani și vorbesc un dialect din aceeași limbă.
Romii din Grecia sunt răspândiți pe întreg teritoriul țării, dar cu o concentrare mai mare în orașele mari (în principal Atena și Salonic). Centrele notabile ale vieții romilor din Grecia sunt Agia Varvara, cu o comunitate de romi remarcabilă, și Ano Liosia, unde condițiile sunt dificile. Romii își păstrează în mare măsură propriile obiceiuri și tradiții. Deși un număr mare de romi au adoptat un mod de viață sedentar și urban, în unele zone există încă așezări nomade. Nomazii din așezări se diferențiază adesea de restul populației, numărând aproximativ 200.000 de persoane conform guvernului grec. Potrivit Comisiei Naționale pentru Drepturile Omului, acest număr este mai aproape de 250.000, iar conform grupului grec Helsinki Watch de 300.000.
Ca urmare a neglijării lor de către statul elen, printre alți factori, comunitățile de romi din Grecia se confruntă cu numeroase probleme, inclusiv un număr mare de cazuri de exploatare și de abuz asupra copiilor, frecvență școlară scăzută, discriminare polițienească și trafic de droguri. Cea mai serioasă problemă este problema locuințelor, deoarece mulți romi din Grecia încă locuiesc în corturi, pe proprietăți pe care nu le dețin, adeseori fiind supuși evacuării. În ultimul deceniu, aceste probleme au primit o atenție mai largă și o anumită finanțare din partea statului.

### Vorbitori de limbi slave
Limbile slave au fost vorbite în regiunea Macedonia alături de greacă și altele încă de la invaziile slavilor din secolele VI-VII. În unele părți din nordul Greciei, în regiunile Macedonia (în greacă Μακεδονία, transliterat: Makedonía) și Tracia de Vest (în greacă Θράκη, transliterat: Thráki), limbile slavone continuă să fie vorbite de o gamă largă de oameni. Clasificarea lingvistică reală a acestor dialecte este neclară, deși majoritatea lingviștilor le clasifică fie ca dialecte bulgare, fie macedonene ținând cont de numeroși factori, inclusiv asemănarea și inteligibilitatea reciprocă a fiecărui dialect față de limbile standard (abstand) si autoidentificarea vorbitorilor. Totuși, deoarece marea majoritate nu au o identitate națională bulgară sau macedoneană, lingviștii își bazează analizele doar pe abstand. În prezent, acești oameni sunt în mare parte identificați ca etnici greci.
Minoritatea creștină a vorbitorilor de slavă din Grecia este cunoscută în mod obișnuit sub numele de „slavofoni” (în greacă Σλαβόφωνοι, transliterat: Slavophōnoi, în traducere vorbitori de slavă) sau „dopii” (în greacă ντόπιοι, transliterat: ntópioi, în traducere localnici). Marea majoritate dintre ei îmbrățișează o identitate națională greacă și sunt bilingvi, vorbind și limba greacă. Ei trăiesc mai ales în Macedonia de Vest și au aderat la Biserica Ortodoxă Greacă. Faptul că majoritatea acestor oameni se autoidentifică ca greci face ca numărul lor să fie incert. 
Al doilea grup este format din cei care par să respingă orice identitate națională (greacă sau macedoneană slavă), dar au o identitate etnică distinctă, pe care o pot numi „indigenă” (dopia), slavomacedoneană sau macedoneană. Cel mai mic grup este format din cei care au o identitate națională macedoneană clară și se consideră parte a aceleiași națiuni care predomină în Macedonia de Nord. Un element esențial al acestei controverse este chiar numele de „macedonean”, deoarece este folosit și de un grup mult mai numeros de persoane cu identitate națională greacă pentru a indica identitatea lor regională. Vorbitorii de slavă folosesc, de asemenea, termenul „macedoneni” sau „slavomacedoneni”, deși într-un sens regional mai degrabă decât etnic. Până la recensământul din 1951 inclusiv, problema limbii materne a fost pusă în toată Grecia, astfel încât aceasta oferă o valoare aproximativă cu privire la dimensiunea acestui grup, iar estimările ulterioare se bazează de obicei pe această cifră.
Identitatea națională a acestei comunități a fost adesea încărcată cu implicații politice. Protocolul Politis-Kalfov semnat la 29 septembrie 1925 prevedea recunoașterea slavofonilor din Macedonia grecească drept bulgari, dar acest protocol nu a fost niciodată ratificat. Un acord de scurtă durată a fost semnat în august 1926, prin care aceștia au fost recunoscuți ca minoritate sârbă.
La recensământul din 1951, 41.017 persoane au declarat că vorbesc limba slavă.